# Leslie Bibb
Leslie Louise Bibb (* 17. listopadu 1974 Bismarck) je americká herečka a modelka. Svou kariéru modelky zahájila v roce 1990; první role dostala v seriálech Pacific Blue a Kutil Tim; v obou však hrála pouze malé epizodní role. První filmovou roli dostala v roce 1997 ve filmu Soukromé neřesti. Později hrála v řadě dalších filmů a seriálů.

## Osobní život
Narodil se v Bismarcku v Severní Dakotě, ale vyrůstala v Lovingstonu ve Virginii. Po otcově smrti se spolu s matkou a třemi staršími sestrami přestěhovala do Richmondu, kde navštěvovala soukromou katolickou střední školu. 
Svého dlouholetého přítele Sama Rockwella potkala v roce 2007 v jedné restauraci v Los Angeles.

## Filmografie

### Film
| Rok  | Snímek                               | Role                | Poznámky         |
| ---- | ------------------------------------ | ------------------- | ---------------- |
| 1997 | Soukromé neřesti                     | Gail                |                  |
| 2000 | Lebky                                | Chloe Whitfield     |                  |
| 2006 | Sebevrazi - Love story z onoho světa | Desiree Randolph    |                  |
| 2006 | Ricky Bobby: Nejrychlejší jezdec     | Carley Bobby        |                  |
| 2007 | Halloweenská noc                     | Emma                |                  |
| 2007 | Sex 100+1                            | Miranda Storm       |                  |
| 2008 | Iron Man                             | Christine Everhart  |                  |
| 2009 | Ctihodný občan                       | Sarah Lowell        |                  |
| 2009 | Báječný svět shopaholiků             | Alicia Billington   |                  |
| 2010 | Iron Man 2                           | Christine Everhart  |                  |
| 2010 | Nenápadná slečna                     | Sarah Jane McKinney |                  |
| 2011 | Ošetřovatel                          | Stephanie           |                  |
| 2013 | Mládeži nepřístupno                  | Wonder Woman        |                  |
| 2013 | Dítko z pekla                        | Vanessa             |                  |
| 2014 | Pro dobrotu na žebrotu               | Meg                 |                  |
| 2017 | Probuzení Zodiaka                    | Zoe Branson         |                  |
| 2017 | Chůva na zabití                      | Coleova máma        |                  |
| 2020 | Chůva na zabití: Krvavá královna     | Coleova máma        |                  |
| 2020 | Touha po domově                      | Libby Moran         | také producentka |
| 2024 | Porotce č. 2                         | Denice Aldworth     |                  |

### Televize
| Rok             | Snímek                       | Role                                   | Poznámky                            |
| --------------- | ---------------------------- | -------------------------------------- | ----------------------------------- |
| 1996            | Kutil Tim                    | Lisa Burton                            | Epizoda: "Všude dobře, doma nejlíp" |
| 2002–2003       | Pohotovost                   | Erin Harkins                           | vedlejší role                       |
| 2004            | Plastická chirurgie s. r. o. | Naomi Gaines                           | Epizoda: "Naomi Gaines"             |
| 2007            | Vincentův svět               | Laurie                                 | Epizoda: "Mám tě!"                  |
| 2007            | Kriminálka Miami             | Beth Selby/Cayla Selby/Ashley Whitford | Epizoda: "Trojitá hrozba"           |
| 2009–2010, 2015 | Liga snů                     | Meegan Eckhart                         | vedlejší role                       |
| 2014            | Stoupenci zla                | Jana Murphy                            | 2 díly                              |
| 2016–2020       | Americká manželka            | Viv                                    | vedlejší role                       |
| 2021            | Jupiter's Legacy             | Grace Sampson                          | hlavní role                         |
| 2022            | Idiot od pánaboha            | Satan                                  | hlavní role                         |
| 2024            | Palm Royale                  | Dinah Donahue                          | hlavní role                         |
| 2025            | Bílý lotos                   | Kate Bohr                              | hlavní role                         |